# Eddy Ratti
Eddy Ratti, nacido el 4 de abril de 1977 en Codogno, es un ex ciclista profesional italiano. Fue profesional entre 2000 y 2010. 
El 21 de enero del 2010, dio positivo por EPO en el transcurso de un control de la UCI. Fue suspendido por dos años, hasta febrero de 2012.

## Palmarés
2002
- 1 etapa del Regio-Tour
- Tres Valles Varesinos

2005
- Tour de Hokkaido, más 2 etapas

2006
- 1 etapa de la Semana Lombarda

2008
- Istrian Spring Trophy, más 1 etapa
- Gran Premio Industria y Artigianato-Larciano
- 1 etapa del Brixia Tour

## Resultados en las grandes vueltas
| Carrera         | 2000 | 2001  | 2002 | 2003 | 2004 | 2005 | 2006 | 2007 | 2008 | 2009 | 2010 |
| --------------- | ---- | ----- | ---- | ---- | ---- | ---- | ---- | ---- | ---- | ---- | ---- |
| Giro de Italia  | -    | -     | -    | -    | -    | -    | -    | -    | -    | -    | -    |
| Tour de Francia | -    | -     | -    | -    | -    | -    | -    | -    | -    | -    | -    |
| Vuelta a España | -    | 110.º | Ab.  | -    | -    | -    | -    | -    | -    | -    | -    |
| Mundial en Ruta | -    | -     | -    | -    | -    | -    | -    | -    | -    | -    | -    |

-: no participa

Ab.: abandono